# Ribes maximowiczii
Ribes maximowiczii är en ripsväxtart som beskrevs av Aleksandr Batalin.
Ribes maximowiczii ingår i släktet ripsar och familjen ripsväxter. Inga underarter finns listade i Catalogue of Life.

## Bildgalleri

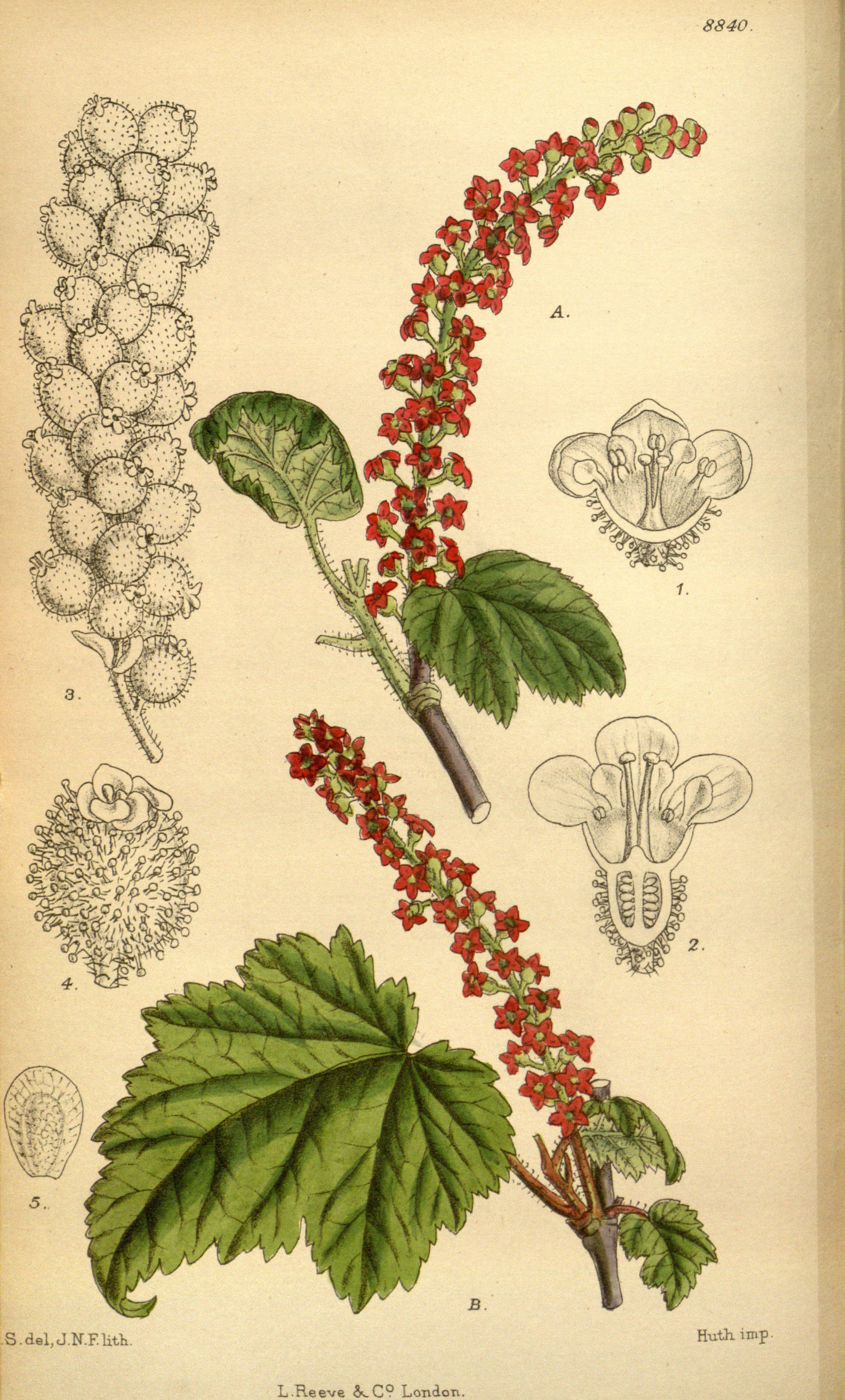